# Amour (film, 1991)
Pour les articles homonymes, voir Amour (homonymie).
Pour plus de détails, voir Fiche technique et Distribution.
Amour (Любовь) est un film soviétique réalisé par Valeriy Todorovski, sorti en 1991,.

## Fiche technique
- Photographie : Ilia Diomin
- Musique : Viatcheslav Nazarov
- Décors : Viktor Safronov
- Montage : Alla Strelnikova